# Związek gmin Schönau im Schwarzwald
Związek gmin Schönau im Schwarzwald – związek gmin (niem. Gemeindeverwaltungsverband) w Niemczech, w kraju związkowym Badenia-Wirtembergia, w rejencji Fryburg, w regionie Hochrhein-Bodensee, w powiecie Lörrach. Siedziba związku znajduje się w mieście Schönau im Schwarzwald, przewodniczącym jego jest Peter Schelshorn.
Związek zrzesza jedno miasto i osiem gmin:
- Aitern, 550 mieszkańców, 9,12 km²
- Böllen, 94 mieszkańców, 5,67 km²
- Fröhnd, 485 mieszkańców, 16,19 km²
- Schönau im Schwarzwald, miasto, 2 382 mieszkańców, 14,70 km²
- Schönenberg, 347 mieszkańców, 7,43 km²
- Tunau, 191 mieszkańców, 4,05 km²
- Utzenfeld, 637 mieszkańców, 7,40 km²
- Wembach, 326 mieszkańców, 1,80 km²
- Wieden, 564 mieszkańców, 12,25 km²